# 勒讷堡 (芒什省)
勒讷堡（法語：Le Neufbourg，法語發音：[lə nøbuʁ]）是法国芒什省的一个市镇，属于阿夫朗什区。该市镇总面积2.25平方公里，2009年时的人口为470人。

## 人口
勒讷堡人口变化图示